# Momentum One Day Cup 2012/13
Der Momentum One Day Cup 2012/13 war die 32. Austragung der nationalen List-A-Cricket-Meisterschaft in Südafrika. Der Wettbewerb wurde zwischen dem 2. November 2012 und 15. Dezember 2012 zwischen den sechs südafrikanischen First-Class-Franchises ausgetragen. Das Finale wurde auf Grund von schlechtem Wetter zweimal abgebrochen und die beiden Finalisten Highveld Lions und Cape Cobras als geteilte Sieger des Wettbewerbes erklärt.

## Format
Die sechs Mannschaften spielten in einer Gruppe jeweils zweimal gegen jedes andere Team. Für einen Sieg gibt es vier Punkte, für ein Unentschieden oder No Result zwei und für eine Niederlage keinen Punkt. Ein Bonuspunkt wird vergeben, wenn bei einem Sinn die eigene Runzahl die des Gegners um das 1,25-fache übersteigt. Des Weiteren ist es möglich, dass Mannschaften Punkte abgezogen bekommen, wenn sie beispielsweise zu langsam spielen. Der Gruppenerste qualifiziert sich direkt für das Finale, während der Gruppenzweite und -dritte ein Halbfinale bestreiten.

## Resultate

### Gruppenphase
Tabelle
Alle Punktabzüge erfolgten auf Grund zu langsamer Spielweise.
| Teams          | Sp. | S | N | U | R | NR | A | BP | Ded | Punkte | NRR    |
| -------------- | --- | - | - | - | - | -- | - | -- | --- | ------ | ------ |
| Cape Cobras    | 10  | 5 | 2 | 0 | 0 | 1  | 2 | 4  | 0   | 30     | +1.923 |
| Dolphins       | 10  | 6 | 3 | 0 | 0 | 0  | 1 | 3  | 0   | 29     | +0.749 |
| Titans         | 10  | 5 | 5 | 0 | 0 | 0  | 0 | 1  | 0   | 21     | −0.625 |
| Warriors       | 10  | 3 | 4 | 0 | 0 | 0  | 3 | 2  | 0   | 20     | −0.779 |
| Knights        | 10  | 3 | 4 | 0 | 0 | 1  | 2 | 1  | 1   | 18     | −0.115 |
| Highveld Lions | 10  | 2 | 6 | 0 | 0 | 2  | 0 | 1  | 2   | 11     | −0.618 |

## Halbfinale
| 9. Dezember Scorecard | Kapstadt | Titans 241-9 (50)                 | – | Cape Cobras 245-7 (46.3) |
|                       |          | Cape Cobras gewinnt mit 2 Wickets |   |                          |

## Finale
| 14. Dezember Scorecard | Johannesburg | Cape Cobras 64-4 (16.2) | – | Titans |
|                        |              | No Result               |   |        |

| 15. November Scorecard | Johannesburg | Highveld Lions 241-7 (50) | – | Cape Cobras 69-2 (11) |
|                        |              | No Result                 |   |                       |